# Honorata Majeranowska
Honorata Anna Majeranowska z domu Hofman (ur. 1826 na Węgrzech, zm. 29 grudnia 1901 w Warszawie) – polska śpiewaczka operowa (sopran) i aktorka.

## Życiorys
Ojcem Honoraty Hofman był Michał Leon, ur. w 1802 w Vág-Újhely na Węgrzech (obecnie Nowe Miasto nad Wagiem w Słowacji) skąd przybył do Podgórza, pracując tutaj jako miejski lekarz. Matką była zaś Teofila z Schoenfeldów (ur. w 1804). Mieli sześcioro potomstwa, chronologicznie wg urodzenia: Dominik (1824), Honorata (1826), Stanisław (1827), Wilhelmina (1834), Józefina (1839) i Kazimierz (1842).
Debiutowała w 1844 rolą Miny w sztuce Mina córka burmistrza. Została zatrudniona w teatrze krakowskim po dyrekcją Hilarego Meciszewskiego. W dniu 25 września 1845 poślubiła w Krakowie w Kościele Mariackim malarza Władysława Majeranowskiego, a pod koniec tego roku wyjechała do Wiednia, by tam uzupełniać studia wokalne.
25 sierpnia 1846 debiutowała w Teatrze Wielkim w Warszawie rolą Adiny w Napoju miłosnym Donizettiego. Była zatrudniona w tym teatrze do 1 września 1848, następnie wyjechała do Krakowa, gdzie do grudnia 1850 występowała w tamtejszym teatrze. Później występowała na scenach operowych w Wiedniu (1850), Grazu (1851–1853), Rydze (1853/1854), Rewlu, Wrocławiu i Berlinie. Następnie dzieliła czas między angaże w Krakowie i Lwowie, z gościnnymi występami na wielu scenach operowych w Europie (m.in. w Londynie, Budapeszcie, Wiedniu i Warszawie. W latach 1870–1878 i od 1880 była zatrudniona w Warszawskich Teatrach Rządowych.
Grała głównie role komediowe. Była pierwszą odtwórczynią partii Cześnikowej w prapremierze Strasznego dworu 28 września 1865. Z powodzeniem występowała również w operetkach, m.in. grała rolę Heleny w Pięknej Helenie Jacques’a Offenbacha.
Była cenioną nauczycielką śpiewu. Do jej uczniów należeli: Adolfina Zimajer, Wiktoria Kawecka, Wanda Manowska, Klementyna Czosnowska i Wincenty Rapacki (jej siostrzeniec).
Zmarła w 1901. Jej pogrzeb odbył się 31 grudnia z kościoła Świętego Krzyża. Pochowana na cmentarzu Stare Powązki w Warszawie.

## Rodzina
Jej mąż Władysław Majeranowski był malarzem. Jej siostrami były Wilhelmina Hoffman (1834–?), aktorka oraz Józefina Rapacka (1839–1891), aktorka i śpiewaczka, a bratem Kazimierz Hofman (1842–1911), pianista i kompozytor. Córka Wanda Nicola również próbowała swoich siła jako aktorka.